# Vinni Skovgaard
Vinni Skovgaard (født 9. november 1980) er en tidligere professionel dansk bokser.
Hun var aktiv imellem debuten i februar 2007 til januar 2011, hvor hun officielt indstillede sin karriere.
Hun debuterede som professionel på et Mogens Palle stævne i februar 2007, efter at have skrevet kontrakt med den tidligere bokser og promoter Hans Henrik Palm. 
Efter 7 kampe, og 2 vundne titler i Letweltervægt, luftede Skovgaard i starten af 2009, i forbindelse med et aflyst titelforsvar i Frankrig, tanken om et karrierestop grundet manglende økonomiske udsigter i hendes karriere.
Det lysnede da hun, senere på året, fik muligheden for at møde norske Cecillia Brækhus i en VM kamp i Weltervægt. Skovgaard endte dog med at tabe kampen på point.
Da Hans Henrik Palm oplevede vanskeligheder ved at få sin promotor virksomhed etableret, skrev Skovgaard i januar 2010 kontrakt med den tyske stald Team Sauerland, der netop havde indgået en fast tv aftale med TV2.
Efter 2 sejre for den tyske stald, meddelte Vinni Skovgaard i januar 2011, at hun indstillede sin karriere.
Hun udtalte i den forbindelse at hun ikke følte at TV2 og Team Sauerland havde udvist nok interesse i hendes karriere, til at hun mente det gav mening at fortsætte.
Som professionel nåede hun at vinde WBC International og EBU Europamester titlerne i letweltervægt.
Hun har en gang forgæves kæmpet om WBC og WBA titlerne i Weltervægt

## Amatørresultater
- Nr. 1 Europamesterskaberne (-63 kg), Riccione, Italien 2004[15]
- Nr. 3 verdensmesterskaberne (-63 kg), Podolsk, Rusland 2005[16]
- Nr. 1 Europamesterskaberne (-63 kg), Warzawa, Polen 2006[17]

## Professionelle kampe
| 10 Vundne (4 knockouts), 1 Tabte, 0 Uafgjorte |             |                    |      |               |                    |                                           |                                                              |
| Resultat                                      | Rekordliste | Modstander         | Type | Rd., Tid      | Dato               | Sted                                      | Noter                                                        |
| Vandt                                         | 10-1        | Loli Munoz         | MD   | 8 (8)         | 15. maj 2010       | Herning Kongrescenter, Herning, Danmark   |                                                              |
| Vandt                                         | 9-1         | Diane Schwachhofer | UD   | 6 (6)         | 24. april 2010     | MCH Messecenter Herning, Herning, Danmark |                                                              |
| Vandt                                         | 8-1         | Jaqueline Nowack   | TKO  | 6 (6), 1:53   | 12. september 2009 | MCH Messecenter Herning, Herning, Danmark |                                                              |
| Tabte                                         | 7-1         | Cecilia Brækhus    | UD   | 10 (10)       | 14. marts 2009     | Ostseehalle, Kiel, Tyskland               | Om ledig WBC weltervægt titel og ledig WBA weltervægt titel. |
| Vandt                                         | 7-0         | Cornelia Zimmer    | UD   | 10 (10)       | 21. juni 2008      | Brøndby Hallen, Brøndby, Danmark          | Vandt ledig EBU Europamester letweltervægt titel.            |
| Vandt                                         | 6-0         | Zelda Tekin        | KO   | 10 (10), 0:40 | 14. marts 2008     | Odense Idrætshal, Odense, Danmark         | Vandt ledig WBC International letweltervægt titel.           |
| Vandt                                         | 5-0         | Galina Gumliiska   | TKO  | 3 (6), 1:17   | 24. november 2007  | Nellerupgaard Hallen, Gilleleje, Danmark  |                                                              |
| Vandt                                         | 4-0         | Zsofia Bedo        | TKO  | 4 (4), 0:45   | 27. oktober 2007   | Gladsaxe Sportshal, Gladsaxe, Danmark     |                                                              |
| Vandt                                         | 3-0         | Angel McKenzie     | UD   | 6 (6)         | 14. september 2007 | Forum, Horsens, Danmark                   |                                                              |
| Vandt                                         | 2-0         | Eunice Miranda     | UD   | 4 (4)         | 24. marts 2007     | Parken, København, Danmark                |                                                              |
| Vandt                                         | 1-0         | Ksenija Koprek     | UD   | 4 (4)         | 23. februar 2007   | Falkoner Centret, København, Danmark      | Professionel debut.                                          |